# Chiesa di San Jacopo (Aulla)
La chiesa di San Jacopo è un edificio sacro che si trova in località Canova ad Aulla.

## Storia e descrizione
Il toponimo pare rimandare ad una "caneva" (un deposito di derrate agricole), forse quella che il vescovo di Luni aveva nell'area dipendente attorno alla pieve di Soliera nel XIII secolo. Sebbene l'attuale edificio, seriamente danneggiato dal terremoto del 1995, non conservi traccia del suo passato, la chiesa di Canova ebbe una certa importanza: compare nel 1192 fra le dipendenze dell'abbazia di Marola, nel reggiano, ed è menzionata alla fine del Duecento come una delle cappelle dipendenti dall'abbazia di San Caprasio. La chiesa è significativa la sua titolazione, diffusa nell'area, che rimanda alla via di pellegrinaggio per Santiago di Compostela.